# Лапшин, Андрей Александрович
Андрей Александрович Лапшин (20 июля 1973, Тонкино, Горьковская область — 10 сентября 2021, Нижний Новгород) — российский учёный, кандидат технических наук. Ректор Нижегородского государственного архитектурно-строительного университета, советник Волжского регионального отделения Российской академии архитектуры и строительных наук. Почётный работник высшего профессионального образования России (2015).

## Биография
А. А. Лапшин родился в 1973 году в рабочем посёлке Тонкино Горьковской области. В 1995 году окончил Нижегородскую государственную строительную академию по специальности «Промышленное и гражданское строительство», специализация «Металлические конструкции». В 2001 году завершил обучение в аспирантуре того же вуза и защитил кандидатскую диссертацию по теме «Прочность стальных неразрезных балок при локальных нагрузках и учёте влияния конструктивных факторов».
С 1997 года Лапшин начал свою карьеру в Нижегородском государственном архитектурно-строительном университете. С 2000 года занимался педагогической деятельностью, работая ассистентом на кафедре металлических конструкций.
В 2006 году Лапшин был назначен начальником управления научно-исследовательских, проектных и производственных работ в университете. В 2007—2010 годах занимал должность проректора по административно-хозяйственной деятельности. В 2010—2013 гг. — проректор по развитию и профессор кафедры металлических конструкций.
В августе 2013 года, после гибели Евгения Копосова в автокатастрофе, был назначен исполняющим обязанности ректора университета. В марте 2014 года был избран и утверждён в должности ректора ННГАСУ.
С декабря 2013 года был советником Волжского регионального отделения Российской академии архитектуры и строительных наук. С 2014 года также являлся научным руководителем форума «Великие реки».
Скоропостижно скончался 10 сентября 2021 года. Похоронен на Бугровском (Красном) кладбище Нижнего Новгорода.

## Научная деятельность
Андрей Лапшин является автором 91 научной публикации, 1 монографии (в соавторстве) и 6 учебно-методических работ. Его исследования в основном связаны с оценкой несущей способности строительных конструкций, достигших предельного срока эксплуатации, а также с анализом остаточного ресурса зданий и сооружений различного назначения.

### Основные публикации
- Анисимов А. Н. Уровневая система высшего образования : опыт реализации и проблемы развития : монография / А. Н. Анисимов, В. Н. Бобылев, А. А. Лапшин. — Н. Новгород : ННГАСУ, 2017. — 320 с. — ISBN 9785528002149.
- Большепролётные сооружения с применением стальных конструкций : учебное пособие / Колесов А. И., А. А. Лапшин, Д. А. Морозов и др.. — Н. Новгород : ННГАСУ, 2016. — 114 с. — ISBN 9785528001388.
- Лапшин А. А. Ультразвуковой контроль качества материалов и сварных соединений элементов стальных конструкций. Общие положения : учебное пособие для студентов очной формы обучения специальности «Стандартизация и сертификация». — Н. Новгород : ННГАСУ, 2006. — 72 с. — ISBN 5879414337.
- Лапшин А. А. Прочность стальных неразрезных балок при локальных нагрузках и учете влияния конструктивных факторов : диссертация на соискание ученой степени кандидата технических наук. — Н. Новгород : ННГАСУ, 2001. — 154 с.
- Лапшин А. А. Конструирование и расчет вертикальных цилиндрических резервуаров низкого давления / А. А. Лапшин, А. И. Колесов, М. А. Агеева. — Н. Новгород : ННГАСУ, 2009. — 122 с.
- Колесов А. И. Современные методы исследования тонкостенных стальных конструкций / А. И. Колесов, А. А. Лапшин, А. В. Валов // Приволжский научный журнал. — 2007. — № 1. — С. 28—33.
- Опытные исследования стальных ферм из тонкостенных холодногнутых профилей на самонарезающих винтах / А. И. Колесов, А. А. Лапшин, И. А. Ямбаев, Д. А. Морозов // Приволжский научный журнал. — 2013. — № 4(28). — С. 15—19.
- Лапшин А. А. Инженерная методика расчета конического радиально-балочного купола с мембранной кровлей / А. А. Лапшин, А. М. Ундалов // Приволжский научный журнал. — 2016. — № 3(39). — С. 9—16.
- Оценка прочности и устойчивости композитных сталежелезобетонных элементов с совместным применением стержневых и твердотельных расчетных моделей / А. А. Лапшин, П. А. Хазов, Д. А. Кожанов, С. Ю. Лихачева // Приволжский научный журнал. — 2021. — № 3(59). — С. 9—16.
- Бородачёв В. В. Особенности разработки и внедрения профессиональных стандартов в производственную и образовательную деятельность в современных условиях / В. В. Бородачёв, А. А. Лапшин // Сборник трудов по проблемам дополнительного профессионального образования. — 2014. — № 26. — С. 41—49.

## Награды
- Почётный знак «Строительная слава» (2014)
- Почётный работник высшего профессионального образования Российской Федерации (2015)
- Орден «За заслуги в строительстве»
- Почётный строитель Нижегородской области